# 24 Hores de Montjuïc 1972
L'edició de 1972 de les 24 Hores de Montjuïc fou la 18a d'aquesta prova, organitzada per la Penya Motorista Barcelona al Circuit de Montjuïc el cap de setmana del 8 i 9 de juliol.
Era la primera prova de la Copa FIM de resistència.

## Classificació general
| Posició | Pilot 1             | Pilot 2            | Motocicleta | Voltes |
| ------- | ------------------- | ------------------ | ----------- | ------ |
| 1       | Joan Bordons        | Benjamí Grau       | Bultaco 360 | 689    |
| 2       | Roberto Gallina     | Philippe Schreyer  | Laverda     | 672    |
| 3       | Peter Darvill       | Ron Baylie         | Honda       | 667    |
| 4       | Ron Wittich         | Jan Strijbis       | Honda       | 666    |
| 5       | Georges Godier      | Alain Genoud       | Honda       | 665    |
| 6       | Giovanni Bertorello | Claudio Loigo      | Laverda     | 654    |
| 7       | Carles Giró         | Josep Maria Palomo | OSSA        | 643    |
| 8       | Dave Potter         | Graham Sharp       | Norton      | ?      |
| 9       | Hugh Robertson      | Alistair Copeland  | Triumph     | 629    |
| 10      | Terry Grotefeld     | Grant Gibson       | Kawasaki    | 625    |
| 11      | Jaume Alguersuari   | Miguel Escobosa    | Montesa 250 | ?      |

1. ↑  2.611,745 km totalitzats, a una velocitat mitjana de 108,965 km/h.
2. ↑  Guanyadors en categoria de 250 cc.

## Trofeus addicionals
- XVIII Trofeu "Centauro" de El Mundo Deportivo: Bultaco (Joan Bordons - Benjamí Grau)